# Lista de presidentes da Academia Maranhense de Letras
Lista dos presidentes da Academia Maranhense de Letras 
|     | Nome                    | Início                 | Término                | Observações                           |
| --- | ----------------------- | ---------------------- | ---------------------- | ------------------------------------- |
| 1º' | José Ribeiro do Amaral  | 1908                   | 1927                   | faleceu no cargo                      |
| 2º  | Alfredo de Assis Castro | 1927                   | 1931                   |                                       |
| 3º  | Barros e Vasconcelos    | 1931                   | 1939                   |                                       |
| 4º  | Armando Vieira da Silva | 1939                   | 1941                   |                                       |
| 5º  | Astolfo Serra           | 1940                   | 1941                   |                                       |
| 6º  | Nascimento Moraes       | 1941                   | 1946                   | Primeira vez                          |
| 7º  | Luso Torres             | 22 de janeiro de 1946  | 02 de junho de 1946    | Renunciou                             |
| 8º  | Nascimento Moraes       | 1946                   | 1947                   | Segunda vez                           |
| 9º  | Ribamar Pinheiro        | 02 de janeiro de 1947  | 12 de setembro de 1947 | faleceu no cargo                      |
| 10º | Nascimento Moraes       | 13 de setembro de 1947 | 21 de setembro de 1947 | Terceira vez (interino)               |
| 11º | Clodoaldo Cardoso       | 1947                   | 1962                   |                                       |
| 12º | Mário Martins Meireles  | 1962                   | 1966                   |                                       |
| 13º | José Sarney             | 1966                   | 1969                   |                                       |
| 14º | Luiz Rêgo               | 1970                   | 1984                   |                                       |
| 15º | Jomar Moraes            | 1984                   | 2006                   |                                       |
| 16º | Lino Moreira            | 2006                   | 2008                   |                                       |
| 17º | Joaquim Itapary         | 2008                   | 2010                   |                                       |
| 18º | Milson Coutinho         | 2010                   | 2010                   | Renunciou devido a problemas de saúde |
| 19º | Benedito Buzar          | 2010                   | 2019                   |                                       |
| 20º | Carlos Gaspar           | 2020                   | 2021                   | [ 2 ]                                 |
| 21º | Lourival Serejo         | 2022                   | 2023                   | [ 3 ]                                 |